# Phyllopentas tenuis
Phyllopentas tenuis är en måreväxtart som först beskrevs av Bernard Verdcourt, och fick sitt nu gällande namn av Jesper Kårehed och Birgitta Bremer. Phyllopentas tenuis ingår i släktet Phyllopentas och familjen måreväxter.
Artens utbredningsområde är Etiopien. Inga underarter finns listade i Catalogue of Life.